# Rattus mindorensis
Espèce
Statut de conservation UICN

 LC  : Préoccupation mineure
Synonymes
- Rattus picinus (Hollister, 1913)[2]

Rattus mindorensis est une espèce de rongeurs de la famille des Muridae endémique des Philippines.

## Répartition et habitat
Cette espèce a été observée uniquement dans les forêts pluviales de Mindoro aux Philippines. Elle vit dans la forêt primaire et la forêt secondaire.

## Étymologie
Son nom spécifique, composé de mindor[o] et du suffixe latin -ensis, « qui vit dans, qui habite », lui a été donné en référence au lieu de sa découverte, l'île Mindoro. 